# Vlag van Rijssen

Vlag van Rijssen
(1951-2001)

De vlag van Rijssen werd op 8 december 1951 bij raadsbesluit vastgesteld als de gemeentelijke vlag van de Overijsselse gemeente Rijssen. Op 1 januari 2001 ging de gemeente op in de gemeente Rijssen-Holten, waardoor de vlag als gemeentevlag kwam te vervallen.

## Beschrijving
De beschrijving luidt: 
Blauw met op het midden een gele rijssentak.
De vlag toont hetzelfde beeld als het gemeentewapen. Het is een "sprekende vlag", omdat de afbeelding (een bebladerd rijsje) naar de naam van de gemeente verwijst.

## Verwante symbolen

Wapen van Rijssen

Ambt Delden 
· Avereest 
· Bathmen 
· Blokzijl 
· Brederwiede 
· Den Ham 
· Denekamp 
· Diepenheim 
· Diepenveen 
· Genemuiden 
· Goor 
· Gramsbergen 
· Hasselt 
· Heino 
· Holten 
· IJsselham 
· IJsselmuiden 
· Markelo 
· Nieuwleusen 
· Noordoostpolder 
· Olst 
· Ootmarsum 
· Rijssen 
· Stad Delden 
· Steenwijk 
· Steenwijkerwold 
· Urk 
· Vollenhove 
· Vriezenveen 
· Wanneperveen 
· Weerselo
· Wijhe 
· Zwartsluis 
· Zwollerkerspel